# Saintes
Saintes (wymowaⓘ) – miejscowość i gmina we Francji, w regionie Nowa Akwitania, w departamencie Charente-Maritime.
Według danych na rok 1990 gminę zamieszkiwały 25 874 osoby, a gęstość zaludnienia wynosiła 568 osób/km² (wśród 1467 gmin regionu Poitou-Charentes Saintes plasuje się na 6. miejscu pod względem liczby ludności, natomiast pod względem powierzchni na miejscu 51.).
Jednym z najważniejszych zabytków miasta jest gotycka katedra św. Piotra. 
W Saintes w 1807 roku urodziła się Małgorzata Merlet, matka Auguste Renoira, słynnego malarza – impresjonisty.

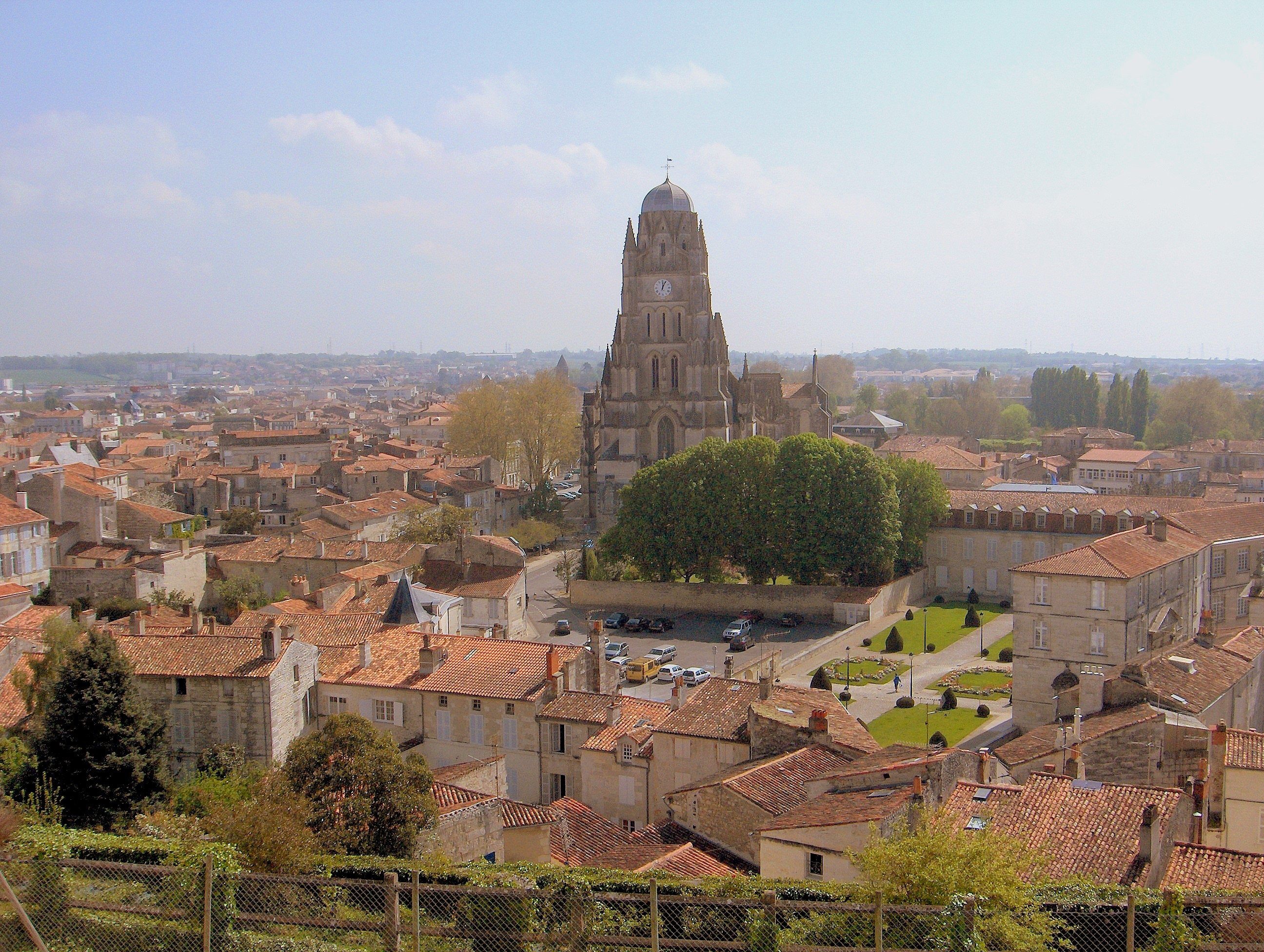
Panorama miejscowości

## Współpraca
Miejscowość partnerska:
- Nivelles, Belgia